# Olesicampe ratzeburgi
Olesicampe ratzeburgi là một loài tò vò trong họ Ichneumonidae.